# Чернобаевский сельский совет (Белозёрский район)
Чернобаевский сельский совет (укр. Чорнобаївська сільська рада) — входит в состав
Белозёрского района
Херсонской области
Украины.
Административный центр сельского совета находится в 
с. Чернобаевка
.

## История
- 1923 — дата образования.

## Населённые пункты совета
- с. Чернобаевка
- с. Крутой Яр